# Paul Dahlke
Paul Victor Ernst Dahlke (né le 12 avril 1904 à Groß Streitz, près de Koszalin, mort le 23 novembre 1984 à Salzbourg) est un acteur allemand.

## Biographie
Ce fils du professeur de musique Ernst Dahlke grandit à Koszalin, va à l'école à Stargard puis fréquente le lycée à Dortmund où il obtient son abitur en 1922. Il étudie à l'université de technologie de Clausthal et à l'université technique de Berlin. Il apprend aussi la philologie et le théâtre, s'essaie à la peinture et à la sculpture du bois.
En 1927, il est diplômé de l'école dramatique de Berlin. Il a ensuite des engagements à Berlin et Munich. De 1934 à 1944, il fait partie de l'ensemble du Deutsches Theater de Berlin.
Il commence au cinéma en 1934 dans des rôles plein de vitalité avec un tempérament naïf. Il apparait aussi dans des rôles dramatiques tels que La Cruche cassée d'après la comédie théâtrale du même nom de Heinrich von Kleist, La Classe volante et Trois Hommes dans la neige d'après Erich Kästner.
Après la guerre, il fait partie du Bayerisches Staatsschauspiel de 1946 à 1953 puis divers théâtres. En 1955, il épouse en secondes noces l'actrice Elfe Gerhart-Dahlke (de).
Mais il se fait connaître grâce à la télévision, à son rôle du capitaine du MS Franziska (de), une série de 1978. Il fait aussi des séries pour la radio et de la synchronisation.

## Distinctions
- Croix de commandeur de l'ordre du Mérite

## Filmographie

### Cinéma
- 1934 : Liebe, Tod und Teufel
- 1935 : Das Mädchen Johanna
- 1935 : Lady Windermeres Fächer (de)
- 1936 : Verräter de Karl Ritter
- 1937 : Fridericus
- 1937 : Mon fils, Monsieur le Ministre (de)
- 1937 : Patriotes
- 1937 : Daphne und der Diplomat
- 1937 : La Cruche cassée
- 1938 : War es der im 3. Stock?
- 1938 : Capriccio (de)
- 1938 : Verwehte Spuren
- 1938 : Schwarzfahrt ins Glück
- 1938 : Pour le Mérite
- 1938 : Femmes pour Golden Hill
- 1939 : Die Hochzeitsreise
- 1939 : Morgen werde ich verhaftet
- 1939 : Pages immortelles
- 1939 : Die barmherzige Lüge
- 1939 : Wer küßt Madeleine?
- 1939 : La Lutte héroïque
- 1939 : Die unheimlichen Wünsche
- 1939 : Kennwort Machin
- 1939 : Les Mains libres
- 1940 : Feinde (de)
- 1940 : Die keusche Geliebte
- 1940 : Das Fräulein von Barnhelm
- 1940 : Friedrich Schiller, triomphe d'un génie
- 1941 : En selle pour l'Allemagne (...reitet für Deutschland)
- 1941 : Venus vor Gericht de Hans H. Zerlett
- 1941 : Kameraden
- 1941 : Die Kellnerin Anna
- 1941 : Heimaterde
- 1942 : Geliebte Welt
- 1942 : Dr. Crippen an Bord (de)
- 1942 : Andreas Schlüter
- 1942 : Fünftausend Mark Belohnung
- 1943 : Ich vertraue Dir meine Frau an
- 1943 : Lumière dans la nuit (de)
- 1943 : Dangereux Printemps
- 1944 : Seine beste Rolle
- 1944 : Das war mein Leben
- 1944 : Der Täter ist unter uns
- 1944 : Ich brauche dich
- 1944 : Orient-Express de Victor Tourjanski
- 1945 : Ein Mann wie Maximilian
- 1947 : Und finden dereinst wir uns wieder
- 1948 : Lang ist der Weg (de)
- 1948 : Menschen in Gottes Hand
- 1948 : Das verlorene Gesicht
- 1948 : Der Apfel ist ab
- 1948 : Die Zeit mit dir
- 1948 : Frech und verliebt (de)
- 1949 : Das Gesetz der Liebe
- 1949 : Dreimal Komödie
- 1949 : Krach im Hinterhaus
- 1949 : Begegnung mit Werther
- 1949 : Der Posaunist
- 1949 : Die Reise nach Marrakesch
- 1949 : Der Bagnosträfling
- 1950 : Der Fall Rabanser
- 1950 : Der Schatten des Herrn Monitor
- 1950 : Kein Engel ist so rein
- 1950 : Gute Nacht, Mary (de)
- 1950 : Der fallende Stern
- 1951 : Falschmünzer am Werk
- 1951 : Rausch einer Nacht (de)
- 1952 : Lockende Sterne (de)
- 1952 : Liebe im Finanzamt (de)
- 1952 : Der Tag vor der Hochzeit
- 1953 : Einmal kehr’ ich wieder (de)
- 1953 : Vergiß die Liebe nicht (de)
- 1953 : Arlette erobert Paris
- 1954 : Éternel amour
- 1954 : Clivia
- 1954 : Die tolle Lola
- 1954 : Drei vom Varieté
- 1954 : La Classe volante (Das fliegende Klassenzimmer)
- 1955 : Trois Hommes dans la neige (Drei Männer im Schnee) de Kurt Hoffmann
- 1955 : Roman einer Siebzehnjährigen
- 1955 : Meine Kinder und ich
- 1955 : Ihr erstes Rendezvous
- 1956 : Stresemann
- 1956 : Die Ehe des Dr. med. Danwitz
- 1956 : Der erste Frühlingstag
- 1956 : Kitty ou Une sacrée conférence
- 1956 : Made in Germany – Ein Leben für Zeiss
- 1957 : L'Amour comme la femme le désire
- 1957 : Les Confessions de Félix Krull
- 1957 : Le Troisième Sexe
- 1957 : Heute blau und morgen blau (de)
- 1958 : La Loi du vice
- 1959 : L'Aigle noir
- 1959 : SOS - Train d'atterrissage bloqué
- 1959 : L'Amour, c'est mon métier
- 1959 : Liebe, Luft und lauter Lügen
- 1959 : La Femme nue et Satan
- 1959 : L'Aigle noir (Il vendicatore) de William Dieterle
- 1959 : Une fusée vers l'amour (de)
- 1959 : L'Espionne rousse
- 1959 : Drillinge an Bord (de)
- 1960 : Ein Student ging vorbei
- 1961 : Sansibar
- 1961 : Jedermann
- 1961 : Jedermann
- 1962 : Das Mädchen und der Staatsanwalt
- 1962 : Deutschland – deine Sternchen (de)
- 1963 : Mit besten Empfehlungen
- 1963 : Interpol contre stupéfiants
- 1963 : Das Haus in Montevideo (de)
- 1964 : Deux jours à vivre (de)
- 1964 : F.B.I. contre l'œillet chinois
- 1965 : Situation désespérée, mais pas sérieuse
- 1965 : Mission à Hong Kong
- 1967 : Die Heiden von Kummerow und ihre lustigen Streiche
- 1969 : Donnerwetter! Donnerwetter! Bonifatius Kiesewetter
- 1970 : Heintje – Einmal wird die Sonne wieder scheinen (de)

### Télévision
- 1957 : Das Abgründige in Herrn Gerstenberg
- 1961 : Der Fall Winslow
- 1962 : Unsere Jenny
- 1962 : Affäre Blum
- 1963 : Die Entscheidung
- 1964 : Eiche und Angora
- 1964 : Eines schönen Tages
- 1964 : Sie werden sterben, Sire
- 1964 : Das Kriminalmuseum – Gesucht: Reisebegleiter (série télévisée)
- 1964 : Sechs Stunden Angst
- 1965 : Pflicht ist Pflicht
- 1965 : Die fünfte Kolonne (de) – Besuch von drüben (série télévisée)
- 1965 : Die Sommerfrische
- 1965 : Das Kriminalmuseum – Die Ansichtskarte (série télévisée)
- 1965 : Der zerbrochene Krug
- 1966 : Erinnerung an zwei Montage
- 1966 : Ein unruhiger Tag
- 1966 : Ernest Barger ist sechzig
- 1967 : Ein Schlaf Gefangener
- 1967 : Das Kriminalmuseum – Die Zündschnur (série télévisée)
- 1969 : Reise nach Tilsit
- 1969 : Spion unter der Haube
- 1971 : Die Sieben Ohrfeigen
- 1971 : Das Feuerwerk
- 1983: Inspecteur Derrick - Die Tote in der Isar (Le chantage) (série télévisée) [1]

## Crédit d'auteurs
- (de) Cet article est partiellement ou en totalité issu de l’article de Wikipédia en allemand intitulé « Paul Dahlke (Schauspieler) » (voir la liste des auteurs).